# 卜比·比達
卜比·比達（荷蘭語：Bobby Petta，1974年8月6日—），生于鹿特丹，荷蘭职业足球运动员。

## 生平
比達出身荷蘭老牌球會，但未能掙得一隊席位，期間兩度被外借到低組別球隊。1996年被球探發掘帶到英格蘭，在佐治·貝利（George Burley）麾下上陣超過70場及射入9球。1999年夏季以自由身轉投蘇超班霸，其後在馬田·奧尼爾帶領下於2001年贏取「本土三冠王」，期間更獲徵召加入國家隊，但因傷錯過上陣機會。其後比達在些路迪逐漸被冷落，2002/03年球季只在聯賽兩次上陣。直到2004年1月被外借到渡過餘下球季，而比達亦在季後離開些路迪。
比達返回英格蘭希望延續其足球事業，先後效力及。最終於2006年遠赴澳洲加盟阿德萊德聯。

## 榮譽
些路迪
- 蘇格蘭超級聯賽冠軍：2000/01年；

## 外部連結
- 足球数据库：卜比·比達的球员统计数据
- FC悉尼官網簡歷